# Hans Nicolai Hansen
|  | Ikke at forveksle med Hans Nikolaj Hansen |
Hans Nicolai Hansen (12. marts 1835 i København – 11. januar 1910 sammesteds) var en dansk jurist og politiker, konferensråd, der var borgmester i Københavns Kommune, medlem af Folketinget og formand for Landstinget.
Hansen var kandidat i jura fra Københavns Universitet og blev dommer ved Højesteret i 1863 og blev i 1873 borgmester for Magistratens 1. afdeling i København og havde dermed ansvaret for kultur og handel. Han var borgmester frem til 1897, og var i perioden 1876-1879 desuden medlem af Folketinget. Han blev af Christian 9. udpeget til Landstinget i 1895; her sad han til 1910. Frem til 1900 repræsenterede han Højre, men forlod sammen med ni andre Højre-medlemmer partiet i protest mod regeringens told- og skattereform og dannede i 1902 De Frikonservative. Fra 1902 til 1907 var han formand for Landstinget.
Han er begravet på Assistens Kirkegård.